# سیارک ۱۱۳۲۵
سیارک ۱۱۳۲۵ (به انگلیسی: 11325 Slavicky، نامگذاری:1995SG) یازده هزار و سیصد و بیست و پنجمین سیارک کشف شده‌است که در ۱۷ سپتامبر ۱۹۹۵ کشف شد.
قدر مطلق سیارک برابر ۱۵٫۶۰ است.